# Carex appropinquata
Carex appropinquata là một loài thực vật có hoa trong họ Cói. Loài này được Schumach. mô tả khoa học đầu tiên năm 1801.

## Hình ảnh

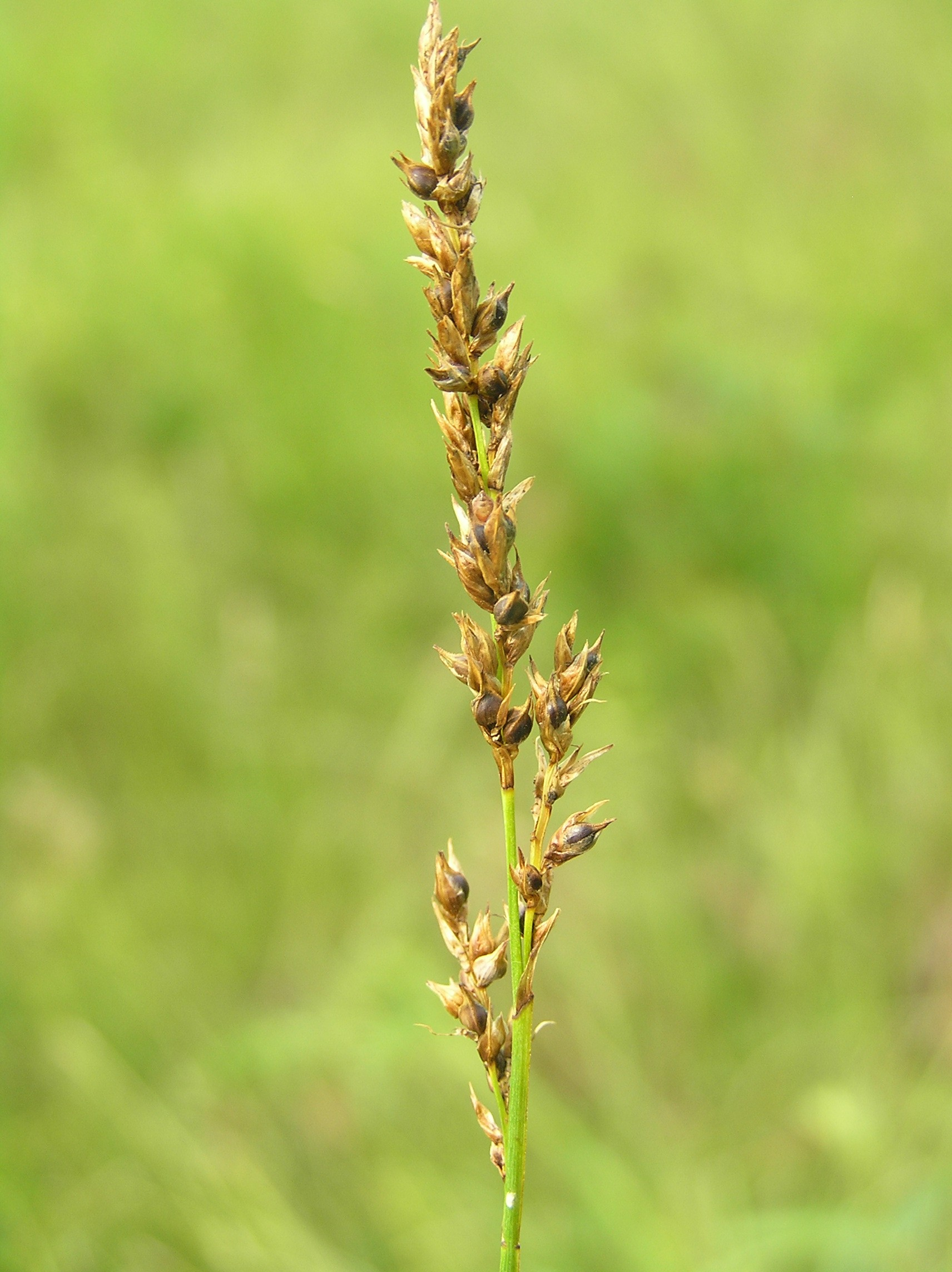
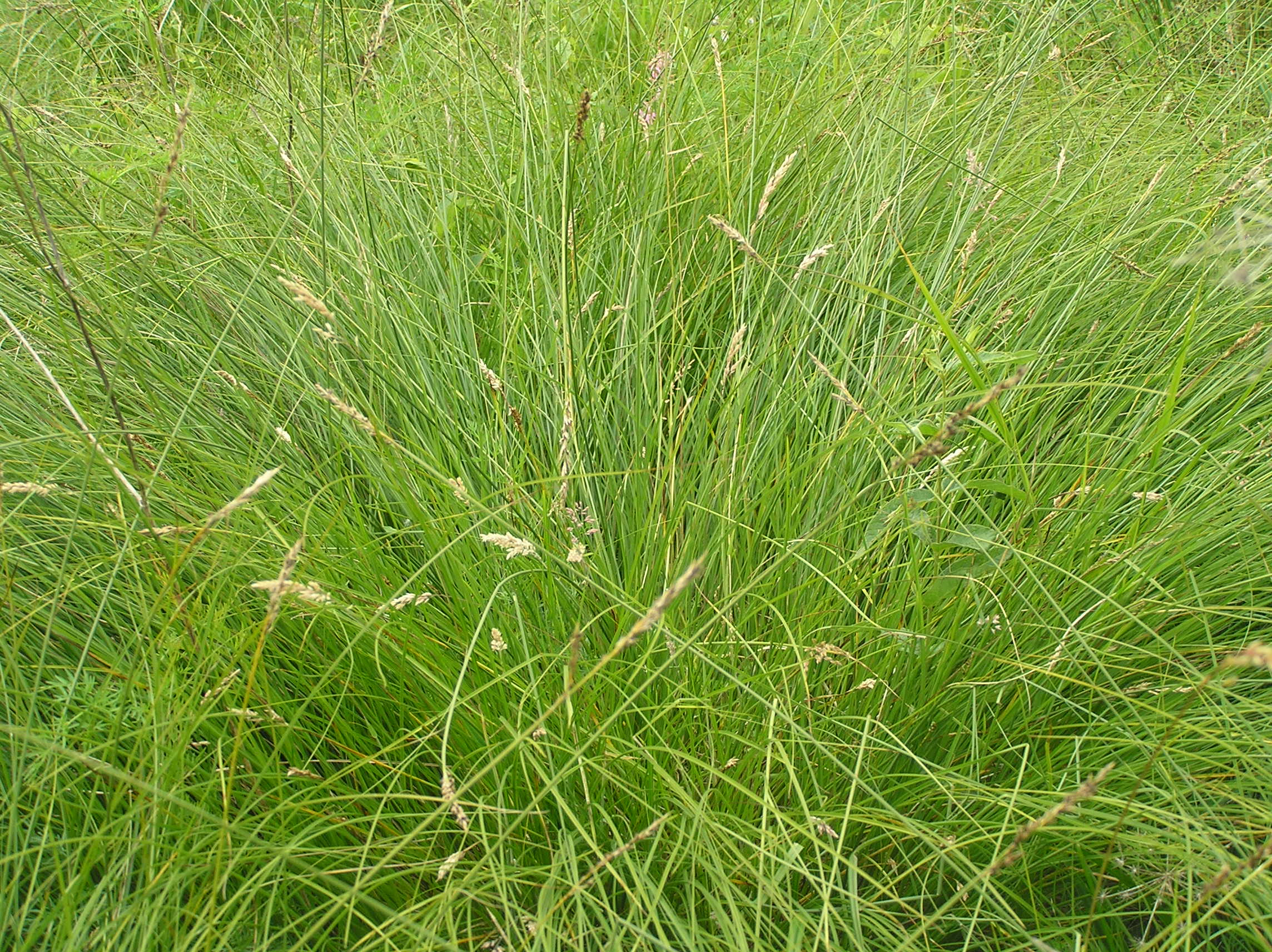
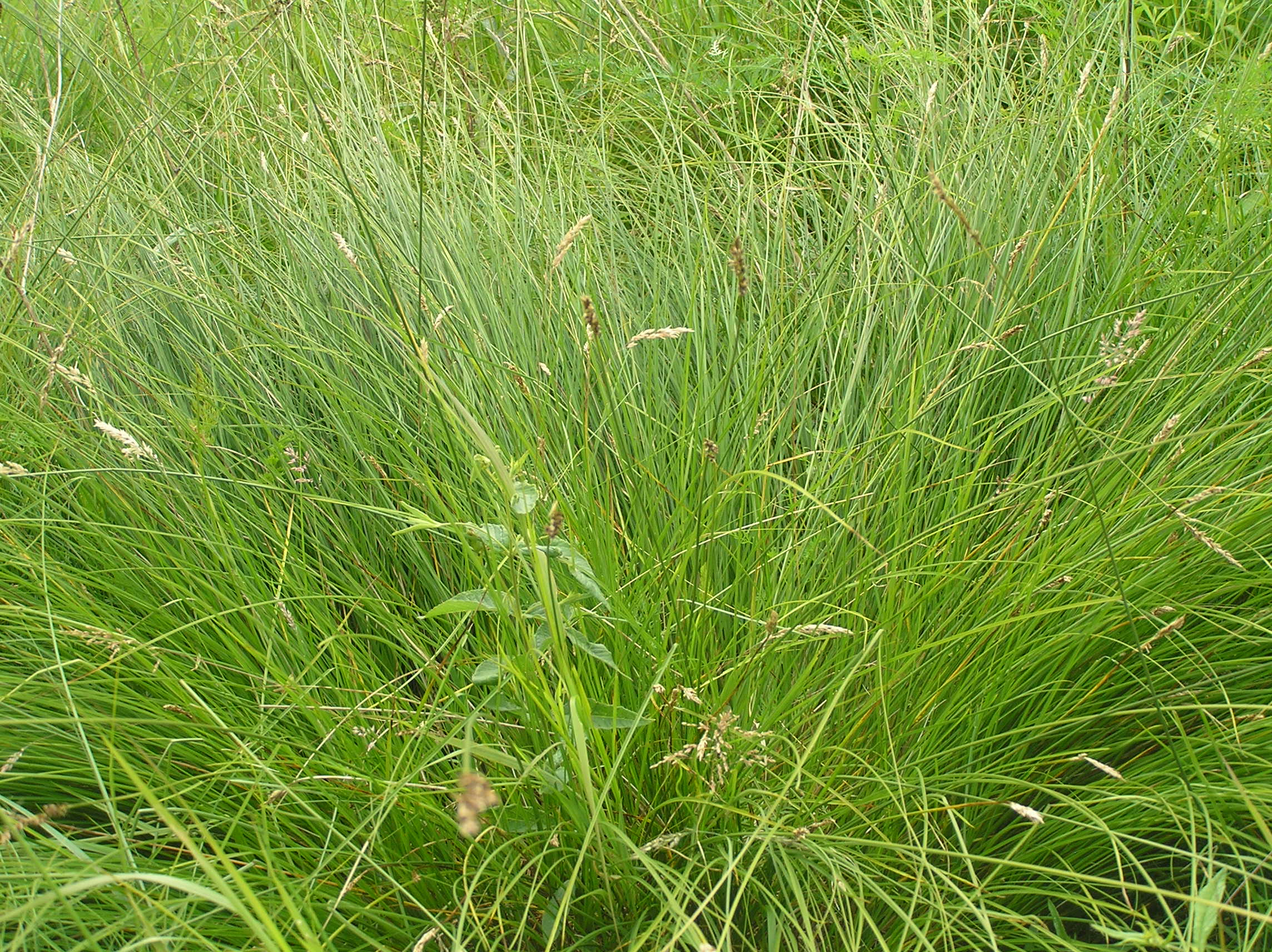
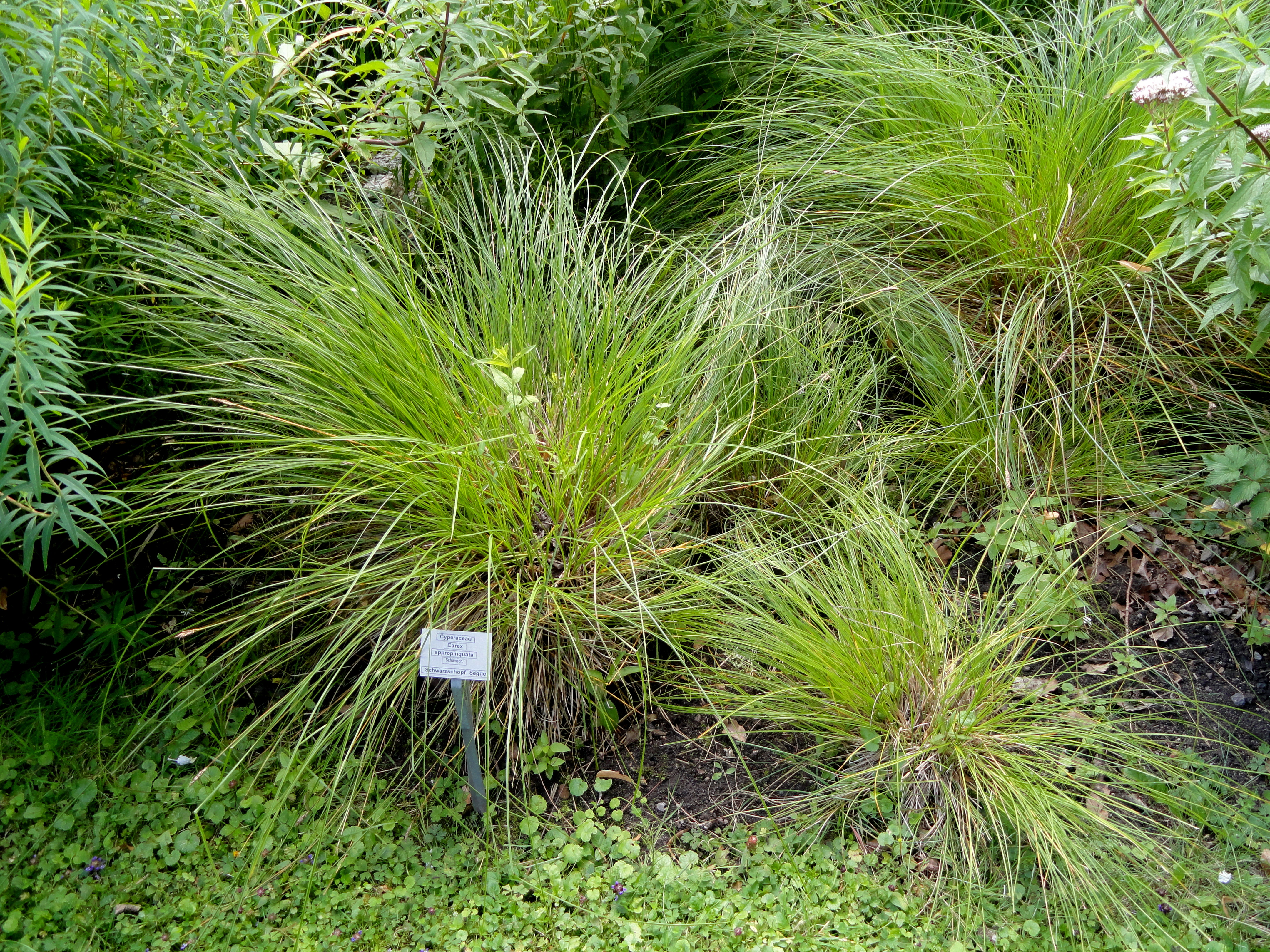